# José Císcar
José Císcar Bolufer (Teulada, 13 de abril de 1961) es un abogado y político español. Fue alcalde de su ciudad natal (1999-2009) y posteriormente comenzó en el Gobierno de la Generalidad Valenciana en el 2007 siendo diputado de las Cortes Valencianas, en el 2011 fue nombrado consejero de Educación, Formación y Ocupación, en el 2012 vicepresidente, consejero de Presidencia y portavoz del Consejo de la Comunidad Valenciana, en este mismo año en el mes de noviembre ocupa también las competencias de consejero de Hacienda y Administración Pública en funciones por un escándalo político (Caso de la cooperación) del anterior consejero.

## Formación
Licenciado en Derecho por la Universidad de Alicante, es abogado especializado en el área de urbanismo.
En el año 1999, José Císcar se inició en el mundo de la política en Teulada, el municipio de su pueblo natal.

## Carrera política

### Alcalde de Teulada y diputado de las Cortes Valencianas
En el año 1999, José Císcar Bolufer creó un partido político independiente, llamado "Ciudadanos por Moraira" con el que se presentó a las elecciones municipales de 1999 y consiguió ser el nuevo Alcalde de Teulada, sustituyendo a José Bertomeu Cabrera del Partido Popular, el día 3 de julio. En las siguientes elecciones municipales del año 2003 dejó su nuevo partido político y se afilió al Partido Popular con el que consiguió una mayoría absoluta para la alcaldía de Teulada. En las siguientes elecciones de 2007, se presentó a las municipales que volvió a renovar su cargo de alcalde y también se presentó como candidato a diputado por el PP y la Provincia de Alicante a las Elecciones a las Cortes Valencianas de 2007, donde logró un escaño.
El 8 de abril del 2009, tuvo que abandonar la alcaldía de Teulada a los dos años de su nueva legislatura como alcalde por ocupar otro cargo político, siendo sustituido en Teulada por el nuevo alcalde Antonio Joan Bertomeu Vallés del Partido Popular.

### Delegado de Gobierno en Alicante
En 2009, tras el fallecimiento de José Marín Guerrero (Delegado del Consejo Valenciano en la Provincia de Alicante), Císcar fue nombrado por el Presidente de la Comunidad Valenciana, Francisco Camps, nuevo Delegado del Gobierno de la Comunidad Valenciana en la provincia de Alicante, donde José Císcar jugaría un papel crucial para restar peso político al entonces Presidente de la Diputación Provincial de Alicante y último representante del conjunto político conocido como Zaplanismo, José Joaquín Ripoll. Císcar, poco a poco consiguió ganar el apoyo de los políticos en la provincia de Alicante y dejar fuera de la Diputación Provincial a Ripoll tras su implicación en el caso de corrupción conocido como Caso Brugal, tras las Elecciones a las Cortes Valencianas de 2011.
Este mismo año en noviembre de 2009 Císcar, fue nombrado Vicesecretario General del Partido Popular de la Comunidad Valenciana (PPCV).

### Consejero de la Generalidad

#### Etapa Camps
Al inicio de la VIII Legislatura de la Comunidad Valenciana, el presidente Francisco Camps, reclamó a José Císcar para ocupar el cargo de nuevo Consejero de Educación, Formación y Empleo de la Generalidad Valenciana, siendo nombrado el día 22 de junio de 2011 y sustituyendo ha Alejandro Font de Mora Turón (Consejero de Educació) y Gerardo Camps Devesa (Consejero de Empleo).
Durante esta etapa en el Gobierno Valenciano, realizó algunos gestos políticos que sus antecesores en las Consejerías de Educación y Empleo, Císcar consideró renegociable el decreto "del trilingüe" que el anterior consejero Font de Mora que había anunciado y que causó importantes movilizaciones sociales, por eso Císcar inició rondas de contactos con asociaciones y colectivos de la enseñanza, entre los que estaba Escola Valenciana con la que en 17 años ningún consejero de educación se había reunido.
El día 2 de enero de 2012 José Císcar dejó su cargo de Consejero de Educación, Formación y Empleo, y fue sustituido por la nueva consejera María José Català Verdet.

#### Etapa Fabra
Tras la salida del presidente Francisco Camps y la llegada al Gobierno de la Generalidad como nuevo presidente Alberto Fabra remodeló su consejo de gobierno en diciembre de 2011, nombrando el día 2 de enero de 2012, a José Císcar como Vicepresidente, Consejero de Presidencia y así también como Portavoz del Consejo Valenciano, compareciendo semanalmente ante la prensa, sustituyendo a Paula Sánchez de León (Vicepresidenta y Consejera de Presidencia) y Lola Johnson (Portavoz del Consejo). Por lo que Císcar se convirtió en un hombre fuerte del presidente de la Generalidad. 
El día 30 de noviembre de 2012, el presidente Alberto Fabra había puesto a José Císcar al frente de la Consejería de Hacienda y Administración Pública de la Generalidad Valenciana en funciones, tras la dimisión del anterior consejero ca:José Manuel Vela Bargues por su un implicación en el escándalo de corrupción política Caso de la cooperación. Lo que José Císcar también asume en la actualidad su cargo de Vicepresidente, Consejero de Presidencia, y Portavoz del Consejo de la Generalidad Valenciana, siendo también nombrado el día 7 de diciembre de 2012 en sustitución de ca:Francisca Mercedes Hernández Miñana, nuevo consejero de Agricultura, Pesca, Alimentación y Agua tras la nueva remodelación del Consejo de la Comunidad Valenciana.